# Hyperbaena prioriana
Hyperbaena prioriana är en tvåhjärtbladig växtart som beskrevs av John Miers. Hyperbaena prioriana ingår i släktet Hyperbaena och familjen Menispermaceae. Inga underarter finns listade i Catalogue of Life.